# 교류 거리
교류 거리(transactional distance, 교류 간격)는 원격교육 환경에서 학습 동료, 교수자, 콘텐츠 사이의 인지적 공간이다.
1980년 마이클 무어가 만들어낸 말이다. 교류 거리는 성인 학습 환경에서 대화와 구조의 기능을 한다.
교류 거리는 대화를 통해 줄어들고, 구조로 인해 늘어난다. 따라서 고차원적 상호작용이 있고 덜 딱딱한 형식으로 진행되는 교수학습은 학습자의 참여를 증진시킬 것이다.

## 참고 자료
- (영어) Moore, M. G. (1993). Theory of transactional distance. In D. Keegan (Ed.) Theoretical Principles of Distance Education. New York: Routledge.